# Крамер, Кристофер
Кристофер Скотт Крамер (англ. Christopher Scott Kramer; род. 4 апреля 1988[…], Хантингтон, Индиана) — американский профессиональный баскетболист, играющий на позиции атакующего защитника.

## Профессиональная карьера

### Индиана Пэйсерс (летняя лига)
На пятом курсе обучения в вузе он вступил в Летнюю лигу НБА. Выступал за команду летней лиги «Индиана Пэйсерс», где сыграл только в двух играх и набрал в среднем 4 очка, 3 подбора и 1,5 перехватов за игру.

### Милуоки Бакс (тренировочный лагерь)
После проведённого лета с «Индиана Пэйсерс», стал свободным агентом, был приглашен клубом Милуоки Бакс в свой тренировочный лагерь. Однако не закрепился и покинул лагерь 19 октября 2011 года.

### Форт-Уэйн Мэд Энтс
После расставания с Бакс Крамер присоединился к клубу «Форт-Уэйн Мэд Энтс» из Джи-Лиги НБА. 8 декабря он был отчислен из клуба из-за травмы, сыграв всего в пяти матчах, однако 28 декабря был вновь подписан Безумными Муравьями заняв место одного из травмированных игроков.

### Пуэрто-Рико (2011)
Летом 2011 года Крамер подписал контракт с клубом «Метс де Гвайнабо» из чемпионата Пуэрто-Рико.

### С.Оливер (2011—2012)
С конца 2011 года выступал в немецкой баскетбольной бундеслиге за клуб «С.Оливер». Вместе с клубом вышел в полуфинал плей-офф сезона 2012 года, в среднем набирая 11.2 очками за игру.

### Ольденбург (2012—2017)
Летом 2012 года Крамер подписал контракт с другим немецким клубом «Ольденбург». На 11 января 2017 года, Крамер записал свой первый в карьере трипл-дабл, когда он записал 16 очков, 13 передач и 10 подборов в завершившемся со счетом матче 106-71 против турецкого клуба УСАК в Лиге чемпионов ФИБА.
22 июня 2017 года покинул «Ольденбург» после пяти сезонов.

### Летувос Ритас (2017—2019)
20 июля 2017 года главный тренер клуб «Летувас Ритас» Римас Куртинайтис подтвердил, что команда достигла соглашения с Крамером. Во время церемонии закрытия сезона Крамер был назван лучшим защитником чемпионата Литвы по баскетболу.

### Химки
4 августа 2019 года Крамер неожиданно подписал однолетнее соглашение с российским клубом «Химки» из Единой лиги ВТБ и постоянного участника Евролиги с возможностью продления еще на один сезон.

## Достижения
- Обладатель Кубка короля Миндаугаса: 2019